# Fox Comedy
Fox Comedy è stato un canale televisivo tematico italiano d'intrattenimento interamente dedicato alle serie televisive straniere di genere comedy e sit-com. La programmazione era disponibile anche in lingua inglese.
Il canale è stato reso disponibile dal 1º novembre 2014 alla posizione numero 128 della piattaforma a pagamento Sky Italia, in sostituzione di Fox Life +2.
Dal 4 giugno 2018 passa alla posizione numero 137.
Dal 1º ottobre 2019, a causa di un mancato rinnovo contrattuale, ha cessato le trasmissioni.

## Ascolti di Fox Comedy

### Share 24h di Fox Comedy
Dati Auditel relativi al giorno medio mensile sul target individui 4+.
|      | Gen   | Feb | Mar | Apr | Mag | Giu | Lug | Ago | Set | Ott | Nov | Dic | Media anno |
| ---- | ----- | --- | --- | --- | --- | --- | --- | --- | --- | --- | --- | --- | ---------- |
| 2014 | -     | -   | -   | -   | -   | -   | -   | -   |     |     |     |     |            |
| 2015 | 0,06% |     |     |     |     |     |     |     |     |     |     |     |            |

## Palinsesto prima della chiusura

### Serie TV
- Aiutami Hope!
- Amici di letto
- Boris
- C'è sempre il sole a Philadelphia (st. 9-12)
- Chuck
- Fresh Off the Boat (st. 1-4)
- Friends (repliche in HD, per la prima volta in Italia)
- I miei peggiori amici
- Drama
- I Jefferson
- Innamorati pazzi
- La tata
- L'uomo di casa
- Louie (st. 4+)
- Modern Family (st. 6+)
- New Girl (st. 5+)
- Scrubs - Medici ai primi ferri
- The Last Man on Earth
- The Grinder
- The Tonight Show
- Welcome to the Family
- Wilfred (st. 3+)
- Will & Grace (st. 1-8)